# Dominika Lasota
Dominika Lasota (Bydgoszcz, Polònia, 26 de novembre de 2001) és una activista polonesa per a la justícia climàtica que ha estat una organitzadora activa del moviment Vaga escolar pel clima (Fridays for Future) a Polònia, la COP26 a Glasgow el novembre de 2021 i de converses cara a cara amb líders europeus sobre la justícia climàtica i la seva relació amb la invasió russa d'Ucraïna el 2022. El New York Times la va descriure com una new brand of activist (un nou tipus d'activista), en vincular l'activisme climàtic amb l'oposició a la invasió russa. És membre fundadora del Consell Consultiu de Polònia, creat com a resultat de les protestes poloneses d'octubre de 2020.

## Infància i educació
Lasota va néixer el 26 de novembre de 2001. Va assistir al Stonyhurst College a Anglaterra durant dos anys entre 2018 i 2019 i va participar en campaments juvenils als Estats Units.

## Vaga escolar pel clima
Lasota és un activista del moviment Vaga escolar pel clima (també conegut com Fridays for Future) i activa en la campanya sobre la llei climàtica europea i per una Transició Justa, una transformació econòmica cap a una economia verda que protegeixi els treballadors.

## Activisme climàtic a Polònia
A Polònia, Lasota va ser descrita per Paulina Sobiesiak-Penszko de l'Institut Polonès d'Afers Públics el 2022 com «la cara del moviment polonès d'acció climàtica», i per Deutsche Welle com «la principal organitzadora de les vagues climàtiques a Polònia».

## Protestes
El 15 de juny de 2020, Lasota va ser una de les activistes que van organitzar un esdeveniment davant la Cancelleria del Primer Ministre de Polònia per pressionar el govern polonès en temes de crisi climàtica a la reunió del Consell Europeu del 19 de juny de 2020. Lasota va argumentar que, com que els consells dels científics es van escoltar durant la pandèmia de la COVID-19, també s'haurien d'escoltar els consells dels científics de l'avaluació i els informes especials del Grup Intergovernamental sobre el Canvi Climàtic (IPCC).
Lasota va criticar que el personal del Primer Ministre no va intervenir en un atac a un activista pel clima. L'atac es va produir durant una reunió entre polítics i públic a Bydgoszcz el 26 de juny, amb relació a les eleccions presidencials poloneses de 2020. Diverses "persones grans" van atacar l'activista climàtica Malwina Chmara, "a només 1,5-2 metres del Primer Ministre", segons Lasota. Lasota va afirmar que "no es va fer res per aturar l'atac". Lasota i Chmara van dir que no entenien el motiu dels atacs violents, i els va fer mal que ni l'oficina del Primer Ministre ni del President demanessin disculpes per no intervenir. En una protesta de l'agost de 2020 davant el Ministeri de Béns de l'Estat, dirigida pel ministre Jacek Sasin, Lasota va declarar que els polítics van excloure la gent comuna de la presa de decisions amb relació a la crisi climàtica, afavorint el lobby polonès del carbó.
En una protesta a Bydgoszcz el setembre de 2020, Lasota argumentà que la crisi climàtica va afectar la gent de manera desigual, ja que les persones més pobres eren menys capaçes de protegir les seves cases dels huracans i les inundacions. Va afirmar que entre els efectes de la crisi climàtica a Polònia es poden incloure els incendis forestals de l'abril de 2020 al Parc Nacional de Biebrza i les pèrdues dels agricultors a causa de la sequera. Lasota va declarar que ella i els altres activistes pel clima pretenien "desafiar el primer Ministre polonès a una transformació justa" en relació amb l'escalfament global.

## Mitjans de comunicació
El juliol de 2022, juntament amb el físic atmosfèric Szymon Malinowski [pl] i el climatòleg Bogdan Chojnicki [pl], Lasota va ser entrevistada a TVN24 sobre l'increment de sequeres a Polònia.

## COP26
A la Conferència de les Nacions Unides sobre el Canvi Climàtic (COP26) de novembre de 2021 a Glasgow, Lasota, juntament amb altres activistes de Fridays for Future, com Vanessa Nakate i Nicole Becker, van fer una protesta el 8 de novembre, abans d'un discurs de l'expresident nord-americà Barack Obama, argumentant que no havia complert la seva promesa de proporcionar 100.000 milions de dòlars en finançament pel clima als països en desenvolupament.
Més tard, durant la COP26, Lasota va argumentar que "la crisi climàtica té un gènere. Està alimentada per molts homes blancs privilegiats del nord global, sobretot de l'oest..., no és d'estranyar que siguin les dones les que facin un pas". 
Lasota, Nakate i Greta Thunberg van conèixer Nicola Sturgeon, Primera Ministra d'Escòcia, durant la conferència. El diari de Glasgow The Herald va descriure Lasota, Thunberg i Nakate com a líders en la limitació de l'escalfament global. La professora de psicologia Yvonne Skipper va descriure la reunió de Lasota i les seves col·legues amb Sturgeon com "un efecte galvanitzador" per a animar altres joves a prendre mesures contra l'emergència climàtica.

## 2022 Invasió russa d'Ucraïna
El març del 2022, durant la invasió russa d'Ucraïna del 2022, Lasota i tres activistes més de la Vaga escolar pel clima es van reunir amb la presidenta de la Comissió Europea, Ursula Von der Leyen. Lasota va descriure Von der Leyen com "fortament compromesa" amb l'objectiu de passar dels combustibles fòssils a les energies renovables. Von der Leyen va descriure Lasota i les seves companyes com a "dones joves molt brillants, molt informades".
El maig de 2022, al final d'una xerrada del president francès Emmanuel Macron, Lasota i Wiktoria Jędroszkowiak van enfrontar Macron amb preguntes que argumentaven que s'havia d'aturar la crisi climàtica i que aturar la compra de combustibles fòssils a Rússia ajudaria a aturar la invasió russa del 2022 d'Ucraïna. El vídeo de la interacció es va fer viral.
El New York Times (NYT) va descriure Lasota i Jędroszkowiak com "líders d'una nova branca dinàmica del moviment contra la guerra", en el sentit que combinaven l'oposició a la invasió russa amb l'activisme climàtic. NYT va definir que constitueixen "un tipus diferent d'activistes -joves, majoritàriament dones i majoritàriament d'Europa de l'Est- que creuen que la guerra d'Ucraïna és una manifestació brutal de la dependència mundial dels combustibles fòssils" i que "s'enfronten cara a cara als líders europeus".
A finals de maig de 2022, Lasota, Jędroszkowiak i altres activistes van fer una protesta davant de l'edifici Berlaymont de la Comissió Europea durant una reunió de líders de la UE que discutien les sancions relacionades amb Rússia. Les activistes van interpretar la decisió dels líders de la UE d'embargar al voltant del 80 per cent del petroli rus com un "èxit mixt".

## COP27
Lasota i Wiktoria Jędroszkowiak van assistir a la COP27 el novembre de 2022. El 7 de novembre, com una de les líders d'un grup d'activistes d'Europa de l'Est, Lasota es va tornar a reunir amb Ursula von der Leyen, argumentant que no es justificaven noves inversions en combustibles fòssils, ni com a resposta a la invasió russa d'Ucraïna, ni en la crisis en costos energètics, ni a la crisi climàtica.
El 8 de novembre, Lasota va parlar breument amb el president polonès Andrzej Duda sobre si el govern era prou actiu amb relació a la crisi climàtica. La conversa de Lasota amb Duda va ser vista pels mitjans polonesos com l'esdeveniment més important de la COP27 el 8 de novembre. Lasota va declarar a un periodista de TVN24 que les lleis relacionades amb l'ús de combustibles fòssils es van aprovar fàcilment a Polònia mentre que una llei relacionada amb les turbines eòliques semblava haver estat bloquejada, amb l'efecte de retardar el desenvolupament de l'energia neta a Polònia. En una entrevista amb Wysokie Obcasy, Lasota va afirmar que la resposta de Duda a la seva pregunta va ser "una mentida i una falta climàtica (en polonès: przewinienie), ja que mantenir la creença il·lusòria i la promesa que podem continuar amb el carbó en els temps d'avui és escandalós". Paulina Sobiesiak-Penszko de l'Institut Polonès d'Afers Públics, va descriure a Duda com un "vell home blanc" que va tractar Lasota de manera irrespectuosa en la seva discussió sobre la COP27.
El 15 de novembre, juntament amb Jędroszkowiak i les activistes ucraïneses Svitlana Romanko, Valeria Bondarieva i Viktoriya Ball, Lasota va protestar durant una sessió celebrada pels russos a la COP27, la qual de 150 persones, 33 eren lobistes del combustible. Les activistes van cridar a la delegació russa que els russos eren criminals de guerra que no tenien dret a assistir a la conferència i que no mereixien respecte. Lasota va preguntar: "Com t'atreveixes a seure aquí en pau? Sou criminals de guerra! No mereixeu cap respecte". Lasota va qualificar els russos de "despreciables" (en polonès: podłymi) i va alçar una pancarta "Mata els combustibles fòssils" davant els delegats russos. Lasota i les altres activistes van ser forçades pel personal de seguretat, i altres, inclosos membres de la delegació polonesa i activistes alemanys pel clima, també van abandonar la sala.
Lasota i Jędroszkowiak van descriure la COP27 com una operació de rentat d'imatge verd en gran manera. Van dir que la comunitat d'activistes climàtics s'havia dividit sobre si hi havia d'assistir, donada la situació dels drets humans a Egipte durant la presidència d'el-Sisi i les expectatives de rentat d'imatge verd. Lasota i Jędroszkowiak van decidir assistir a la reunió amb l'objectiu de promoure decisions que afavorissin les persones més que no pas el lobby del combustible. Van descriure la reunió com a autoritària, amb les contribucions de les persones activistes estretament controlades, sentint-se en perill i alhora sense ser preses seriosament. Lasota i Jędroszkowiak van demanar suport a la Iniciativa del Tractat de No Proliferació de Combustibles Fòssils.

## Consell Consultiu
Lasota va ser escollida com a membre fundadora del Consell Consultiu de Polònia creat l'1 de novembre de 2020 en el context de les protestes poloneses d'octubre de 2020, com a contacte amb el moviment de la Vaga escolar pel clima.